# Districte municipal de Plungė
El Districte municipal de Plungė (en lituà: sumerge rajono savivaldybė), és un dels 60 municipis de Lituània, situat dins del comtat de Telšiai. La capital és la ciutat de Plungė. Cobreix una àrea de terreny de 1105 km².
Les principals atraccions turístiques és el llac Plateliai i el proper poble Plateliai. Durant tot l'any i especialment a l'estiu, aquest municipi atreu molts pelegrins catòlics de totes parts del món per a les seves celebracions cristianes anuals a Žemaičių Kalvarija.

## Estructura
- 1 ciutats: Plungė
- 4 poblaciones - Alsėdžiai, Kuliai, Plateliai y Žemaičių Kalvarija
- 206 pobles

## Seniūnijos
- Alsėdžių seniūnija (Alsėdžiai)
- Babrungo seniūnija (Babrungas)
- Kulių seniūnija (Kuliai)
- Nausodžio seniūnija (Varkaliai)
- Paukštakių seniūnija (Grumbliai)
- Platelių seniūnija (Plateliai)

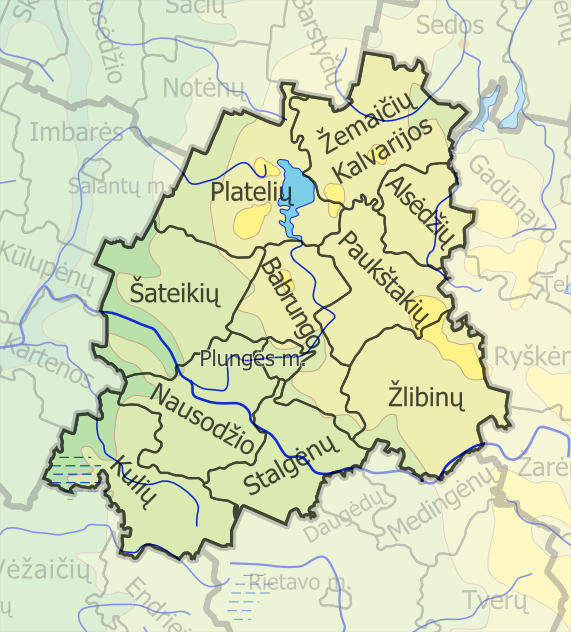
Seniūnijos del districte municipal de Šilalė

- Plungės miesto seniūnija (Plungė)
- Stalgėnų seniūnija (Stalgėnai)
- Šateikių seniūnija (Šateikiai)
- Žemaičių Kalvarijos seniūnija (Žemaičių Kalvarija)
- Žlibinų seniūnija (Žlibinai)

## Galeria

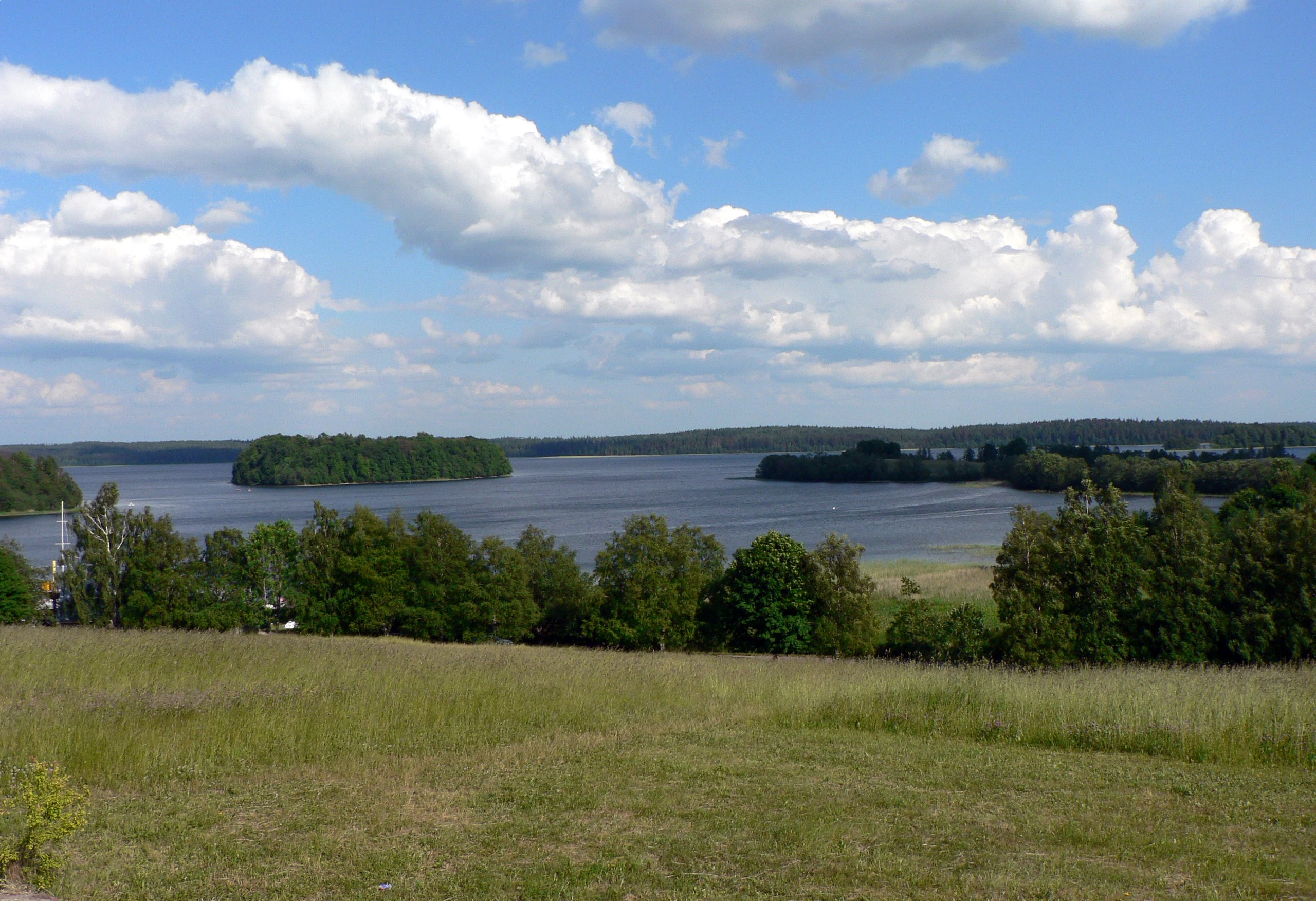
Llac Plateliai
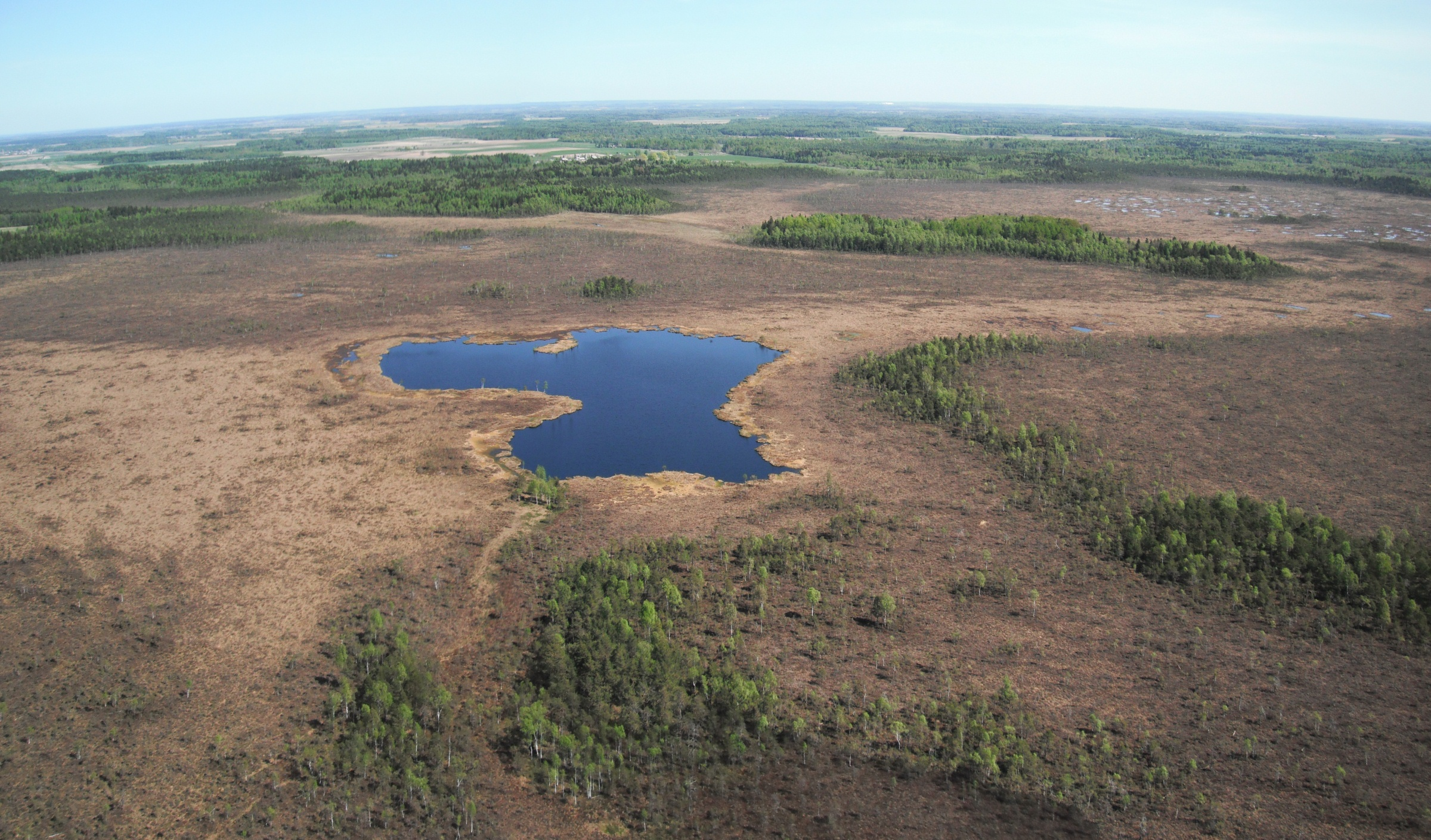
Llac Reiskių